# Raissa Feudjio
Raissa Feudjio (29 de outubro de 1995) é uma futebolista camaronesa que atua como meia.

## Carreira
Raissa Feudjio integrou elenco da Seleção Camaronesa de Futebol Feminino, nas Olimpíadas de 2012. 